# 波·维德伯格
博·维德贝里（瑞典語：Bo Widerberg；1930年6月8日—1997年5月1日），瑞典語：[ˈbuː ˈvîːdɛrbærj]，瑞典电影导演、编剧、剪辑者和演员。生于瑞典斯科讷省马尔默，因胃癌在斯科讷的恩厄尔霍尔姆逝世。

## 个人简介
Widerberg 出生于瑞典马尔默胡斯县的马尔默。

## 作品
他执导的电影包括《乌鸦住宅区》(1963)、《鸳鸯恋》(1967)、《阿达伦镇大示威》(1969)、《乔·希尔》(1971)、《满城风雨》(1976)、《维多利亚》(1979)、《玛佑卡来的人》(1984)、《教室别恋》(1995，获柏林电影节银熊奖)。